# Золотой стандарт (серия марок)
«Золото́й станда́рт» — филателистическое название некоторых стандартных марок СССР и ЗСФСР с номиналами в золотом исчислении:
- первого выпуска стандартных марок СССР или его части;
- второго выпуска стандартных марок ЗСФСР.

## Первый выпуск стандартных марок СССР
Появление этих стандартных марок было обусловлено официальным переходом на золотую валюту в СССР. Сюжеты марок основаны на скульптурах И. Д. Шадра «Рабочий», «Крестьянин» и «Красноармеец».
Марки «Золотого стандарта выпускались 11 раз с различными номиналами и разным количеством марок. Три последних выпуска состоят из марок с надпечаткой «8 коп.» как на выпусках «Золотого стандарта», так и на других коммеморативных марках и доплатных марках. Поэтому под «Золотым стандартом» могут понимать:
- только марки без надпечаток, то есть первые 8 выпусков из 11, датируемых октябрём 1923—мартом 1927  (ЦФА [АО «Марка»] № 99—192)[5][1][6][7][8][9][10][11];
- марки первых 8 выпусков и две марки с надпечатками на «Золотом стандарте» (ЦФА 193—194), датируемых октябрём 1923—январём 1928  (ЦФА [АО «Марка»] № 99—194), то есть только марки по скульптурам Шадра без надпечаток и с надпечатками[12][13][14][15][16][17].

Кроме того, стандартные выпуски «Золотого стандарта» могут рассматриваться изолированно друг от друга и не составлять многолетней серии.
Магическая привлекательность «Золотого стандарта» заключается не только и не столько в том, что слово «золотой» манит, завораживает, или там есть редчайшая «Лимонка» и так далее. Эти марки перфорировались на том же самом оборудовании, что и одни из первых марок Российской империи! Для выпуска марок «Золотого стандарта» было закуплено новое оборудование, но видимо на перфорировании решили сэкономить, использовать старое. Именно изношенностью перфораторов и объясняется частый выход его из строя, что приводило к смене размера зубцовки и вообще к беззубцовым выпускам. Одна из самых редких марок советского периода, «Лимонка», обязана своей редкости и дороговизне как раз очередной поломке перфоратора.
Здесь описаны все выпуски почтовых марок «Золотого стандарта» СССР и их основных разновидностей. Над изображением марки показана нумерация ЦФА [АО «Марка»]. Нумерацию по другим каталогам и иные дополнительные сведения можно посмотреть в основной статье Первый выпуск стандартных марок СССР.

### Марки по скульптурам Шадра
Марки «Золотого стандарта» по скульптурам Шадра можно расположить в форме одной таблицы. Размеры этих марок составляют:
- 18,5 × 24,5 мм для марок номиналами от 1 копейки до 2 рублей;
- 27,5 × 33,5 мм для марок номиналами 3 и 5 рублей.

| Номинал, рисунок, цвет                                  | Без водяного знака | Без водяного знака | Без водяного знака | Без водяного знака | Без водяного знака | Без водяного знака | Водяной знак «Ковёр» | Водяной знак «Ковёр» | Водяной знак «Ковёр» | Водяной знак «Ковёр» | Водяной знак «Ковёр» |
| Номинал, рисунок, цвет                                  | Литография         | Литография         | Типография         | Типография         | Типография         | Типография         | Литография           | Литография           | Типография           | Типография           | Типография           |
| Номинал, рисунок, цвет                                  | Без зубцов         | Перф. рам. 14:14½  | Без зубцов         | Без зубцов         | Перф. рам. 12      | Перф. рам. 14:14½  | Без зубцов           | Перф. рам. 12        | Без зубцов           | Перф. рам. 12        | Перф. рам. 14:14½    |
| Номинал, рисунок, цвет                                  | Бумага простая     | Бумага простая     | Бумага простая     | Бумага «соты»      | Бумага простая     | Бумага простая     | Бумага простая       | Бумага простая       | Бумага белая         | Бумага простая       | Бумага простая       |
| 1 к., рабочий, оранжевая                                | 991                | —                  | —                  | —                  | 125A3              | 1253               | —                    | —                    | 1738                 | 1495                 | —                    |
| 2 к., крестьянин, зелёная                               | 1001               | —                  | 1093               | —                  | 126A3              | 1263               | —                    | —                    | 1748                 | 1505                 | —                    |
| 3 к., красноармеец, кирпично- красная                   | 1011               | —                  | 1102               | —                  | 127A3              | 1273               | —                    | —                    | 1758                 | 1515                 | —                    |
| 4 к., рабочий, карминовая                               | 1021               | 1454               | 1112               | —                  | 128A3              | 1283               | —                    | —                    | 1768                 | 1525                 | —                    |
| 5 к., рабочий, лиловая                                  | 1031               | —                  | 129 I3             | —                  | 129A3              | 1293               | —                    | —                    | 1778                 | 1535                 | —                    |
| 6 к., крестьянин, голубая                               | 1041               | —                  | 1123               | —                  | —                  | 1303               | —                    | —                    | 1788                 | 1545                 | —                    |
| 7 к., красноармеец, коричневая                          | —                  | —                  | 1133               | 113A7              | 131A3              | 1313               | —                    | —                    | 1798                 | 1555                 | —                    |
| 8 к., рабочий, оливковая                                | —                  | —                  | 1143               | 114A7              | 132A3              | 1323               | 171 I6               | 1716                 | 1808                 | 1565                 | 156A5                |
| 8 к., рабочий, оливковая, «Маленькая голова»            | —                  | —                  | —                  | —                  | —                  | —                  | 172 I6               | 1726                 | —                    | —                    | —                    |
| 8/7 к. тип I, красноармеец, коричневая                  | —                  | —                  | —                  | —                  | 193A9 (131)        | 1939 (131)         | —                    | —                    | —                    | 1949 (155)           | —                    |
| 8/7 к. тип II, красноармеец, коричневая                 | —                  | —                  | —                  | —                  | 193IA11 (131)      | 193I11 (131)       | —                    | —                    | —                    | 194I11 (155)         | —                    |
| 9 к., крестьянин, красно- оранжевая                     | —                  | —                  | 1153               | 115A7              | 133A3              | 1333               | —                    | —                    | 1818                 | 1575                 | —                    |
| 10 к., красноармеец, тёмно-синяя                        | 1051               | 1464               | 1162               | —                  | 134A3              | 1343               | —                    | —                    | 1828                 | 1585                 | —                    |
| 10 к., красноармеец, голубая                            | —                  | —                  | —                  | —                  | —                  | —                  | —                    | —                    | —                    | 1595                 | —                    |
| 14 к., рабочий, серо-голубая                            | —                  | —                  | —                  | —                  | 135A3              | 1353               | —                    | —                    | 1838                 | 1605                 | —                    |
| 15 к., крестьянин, лимонно- жёлтая, «Лимонка»           | —                  | —                  | —                  | —                  | 136A3              | 1363               | —                    | —                    | 1848                 | 1615                 | —                    |
| 18 к., красноармеец, тёмно- фиолетовая                  | —                  | —                  | —                  | —                  | —                  | —                  | —                    | —                    | 162 I5               | 1625                 | —                    |
| 20 к., рабочий, зелёная                                 | 1061               | —                  | 1173               | —                  | 137A3              | 1373               | —                    | —                    | 1858                 | 1635                 | —                    |
| 30 к., крестьянин, фиолетовая                           | 147 I4             | 1474               | 1183               | 118A7              | 138A3              | 1383               | —                    | —                    | 1868                 | 1645                 | —                    |
| 40 к., красноармеец, серо-стальная                      | 148 I4             | 1484               | 1193               | 119A7              | 139A3              | 1393               | —                    | —                    | 1878                 | 1655                 | —                    |
| 50 к., крестьянин, коричневая                           | 1071               | —                  | 1202               | —                  | 140A3              | 1403               | —                    | —                    | 1888                 | 1665                 | —                    |
| 1 р., красноармеец, светло- коричневая на красном       | 1081               | —                  | 1213               | —                  | 141A3              | 1413               | —                    | —                    | 1898                 | 1675                 | 167A5                |
| 2 р., рабочий, розовая на зелёном                       | —                  | —                  | 1223               | 122A7              | —                  | 1423               | —                    | —                    | 1908                 | 1685                 | 168A5                |
| Номинал, рисунок, цвет                                  | —                  | —                  | Без зубцов         | Без зубцов         | Перф. лин. 10      | Перф. лин. 13½     | —                    | —                    | Без зубцов           | Перф. лин. 12½       | Перф. лин. 13½       |
| 3 р. тип I, красноармеец, тёмно- коричневая на зелёном  | —                  | —                  | 1233               | —                  | 143A3              | 1433               | —                    | —                    | —                    | 169A5                | 1695                 |
| 3 р. тип II, красноармеец, тёмно- коричневая на зелёном | —                  | —                  | —                  | 123A7              | —                  | —                  | —                    | —                    | 1918                 | 169AI5               | —                    |
| 5 р. тип I, рабочий, тёмно-синий на коричневом          | —                  | —                  | 1243               | —                  | 144A3              | 1443               | —                    | —                    | —                    | —                    | —                    |
| 5 р. тип II, рабочий, тёмно-синий на коричневом         | —                  | —                  | —                  | 124A7              | —                  | —                  | —                    | —                    | 1928                 | —                    | 1705                 |

11-й выпуск «Золотого стандарта» (10 марок).

22-й выпуск «Золотого стандарта» (4 марки).

33-й выпуск «Золотого стандарта» (51 марка).

44-й выпуск «Золотого стандарта» (6 марок).

55-й выпуск «Золотого стандарта» (28 марок).

66-й выпуск «Золотого стандарта» (4 марки).

77-й выпуск «Золотого стандарта» (8 марок).

88-й выпуск «Золотого стандарта» (20 марок).

99-й выпуск «Золотого стандарта» (3 марки).

1111-й выпуск «Золотого стандарта» (3 марки из 10).
- Всего 137 марок.

### Надпечатки на доплатных и коммеморативных марках
Десятый выпуск «Золотого стандарта» почтовых марок СССР. Чёрная типографская надпечатка «ПОЧТОВАЯ МАРКА/коп. 8 коп.» на доплатных марках
Марки «Золотого стандарта» с надпечатками на доплатных марках можно расположить в виде одной таблицы. Размеры этих марок составляют 24,5 × 18,5 мм.
| Номинал, рисунок, цвет       | Литография         | Литография         | Литография         | Литография         | Типография         | Типография         | Типография           | Типография           |
| Номинал, рисунок, цвет       | Без водяного знака | Без водяного знака | Без водяного знака | Без водяного знака | Без водяного знака | Без водяного знака | Водяной знак «Ковёр» | Водяной знак «Ковёр» |
| Номинал, рисунок, цвет       | Перф. рам. 12      | Перф. рам. 12      | Перф. рам. 14½:14  | Перф. рам. 14½:14  | Перф. рам. 12      | Перф. рам. 12      | Перф. рам. 12        | Перф. рам. 12        |
| Номинал, рисунок, цвет       | Тип I              | Тип II             | Тип I              | Тип II             | Тип I              | Тип II             | Тип I                | Тип II               |
| 8/1 к., красная              | 251 (Д10)          |                    | —                  | —                  | 258 (Д17)          | 258 I (Д17)        | 264 (Д23)            | 264 I (Д23)          |
| 8/2 к., лиловая              | 252 (Д11)          | 252 I (Д11)        | —                  | —                  | 259 (Д18)          | 259 I (Д18)        | 265 (Д24)            | 265 I (Д24)          |
| 8/3 к., голубая              | —                  | 253 I (Д12)        | —                  | 253A I (Д12A)      | —                  | 260 I (Д19)        | 266 (Д25)            | 266 I (Д25)          |
| 8/7 к., оранже- вая          | 254 (Д13)          | 254 I (Д13)        | 254A (Д13A)        | 254A I (Д13A)      | 261 (Д20)          | 261 I (Д20)        | 267 (Д26)            | 267 I (Д26)          |
| 8/8 к., зелёная              | 255 (Д14)          | 255 I (Д14)        | —                  | —                  | 262 (Д21)          | 262 I (Д21)        | 268 (Д27)            | 268 I (Д27)          |
| 8/10 к., тёмно- синяя        | 256 (Д15)          | 256 I (Д15)        | 256A (Д15A)        | 256 AI (Д15A)      | —                  | —                  | 269 (Д28)            | 269 I (Д28)          |
| 8/14 к., тёмно- корич- невая | 257 (Д16)          | 257 I (Д16)        | —                  | 257 AI (Д16A)      | 263 (Д22)          | 263 I (Д22)        | 270 (Д29)            | 270 I (Д29)          |

- Всего 44 марки.

Одиннадцатый выпуск «Золотого стандарта» почтовых марок СССР. Типографская надпечатка чёрного и красного цветов «8 коп.» на коммеморативных марках номиналом 7 к.
Марки «Золотого стандарта» с надпечатками на коммеморативных марках можно расположить в виде одной таблицы.
| Рисунок                         | Цвет                                     | Без зубцов | Перф. греб. 12:12½ | Перф. лин. 12½ | Перф. греб. 13½ | Перф. рам. 13½ |
| А. С. Попов                     | Тёмно-синяя, надпечатка красная          | —          | —                  | —              | —               | 275 (229)      |
| Револю- ционный митинг          | Коричневая, надпечатка чёрная            | 276 (232)  | —                  | —              | —               | —              |
| Револю- ционный митинг          | Коричневая, надпечатка чёрная            | —          | 277 (235Б)         | —              | —               | —              |
| Револю- ционный митинг          | Коричневая, надпечатка чёрная            | —          | —                  | 277А (235)     | —               | —              |
| Декабристы на Сенатской площади | Коричневая, надпечатка чёрная            | 278 (238)  | —                  | —              | —               | —              |
| Декабристы на Сенатской площади | Коричневая, надпечатка чёрная            | —          | —                  | —              | 279 (241)       | —              |
| Монумент советской конституции  | Красная, сине-зелёная, надпечатка чёрная | —          | 280 (243)          | —              | —               | —              |

- 7 марок из 10.

## Второй выпуск стандартных марок ЗСФСР
Золотым стандартом филателисты также называют второй стандартный выпуск ЗСФСР как части СССР, номиналы марок которого указаны в золотом исчислении. Печать марок литографская, серая бумага, тёмный желтоватый клей, перфорация линейная 11½ и без зубцов. Размер марок 29 × 20 мм.
На марках текст «ЗСФСР» на русском, «ПОЧТА» на русском, азербайджанском, армянском и грузинском (азерб. ﭘﻮﺳﺘﻪ, арм. ՓՈՍՏ, груз. ფოსტა). Изображены:
- ЗСФСР 18—21: год 1923, нефтяные вышки, Арарат, Эльбрус, восходящее солнце, советская символика: серп и молот, красная звезда, полумесяц со звездой;
- ЗСФСР 22—24: нефтяные вышки, Арарат, Эльбрус, восходящее солнце, советская символика: серп и молот, красная звезда.

ЗСФСР. 1923.11. Второй стандартный выпуск («Золотой стандарт») (ЦФА ЗСФСР 18—24)

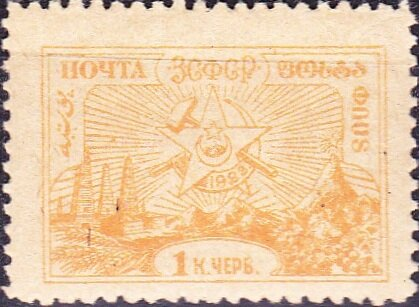
ЗСФСР 18 1 к. черв. Жёлтая
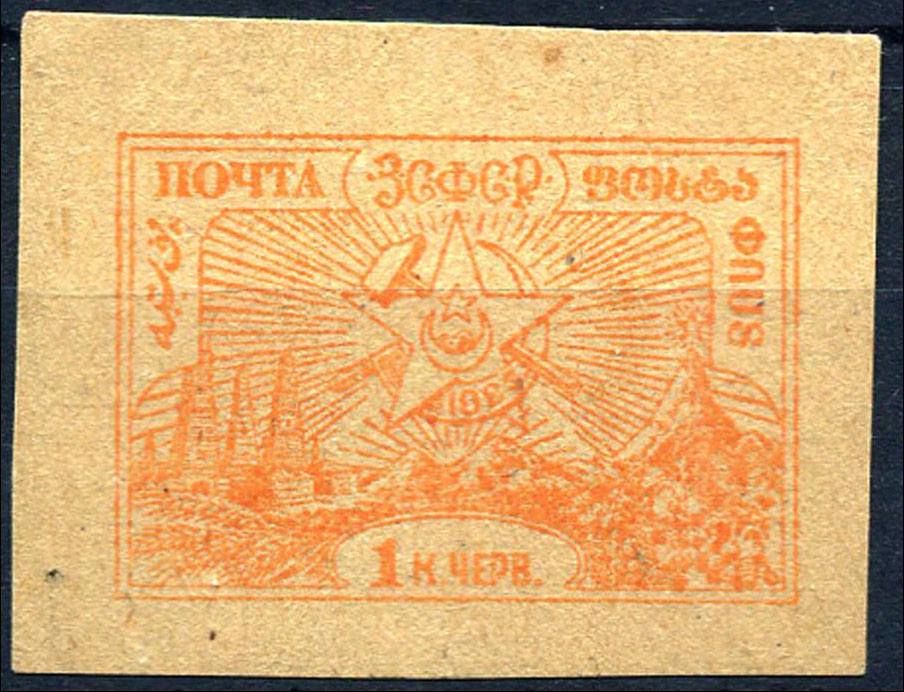
ЗСФСР 18A 1 к. черв. Жёлтая
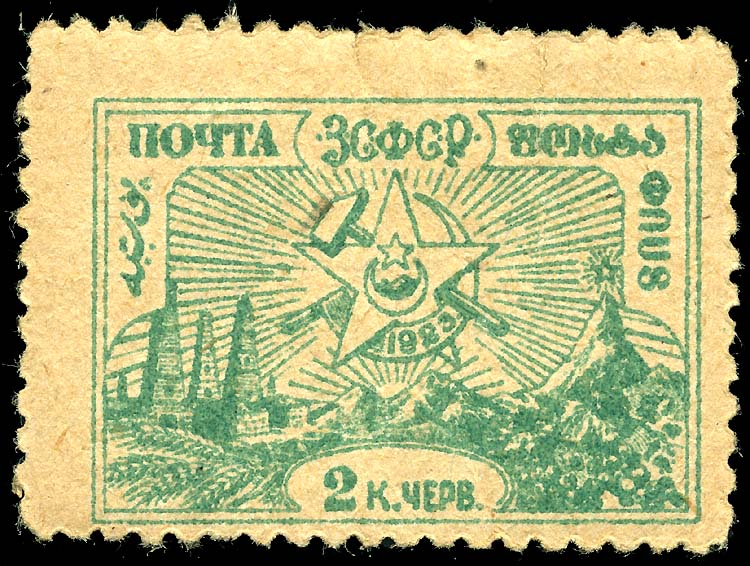
ЗСФСР 19 2 к. черв. Светло-зелёная
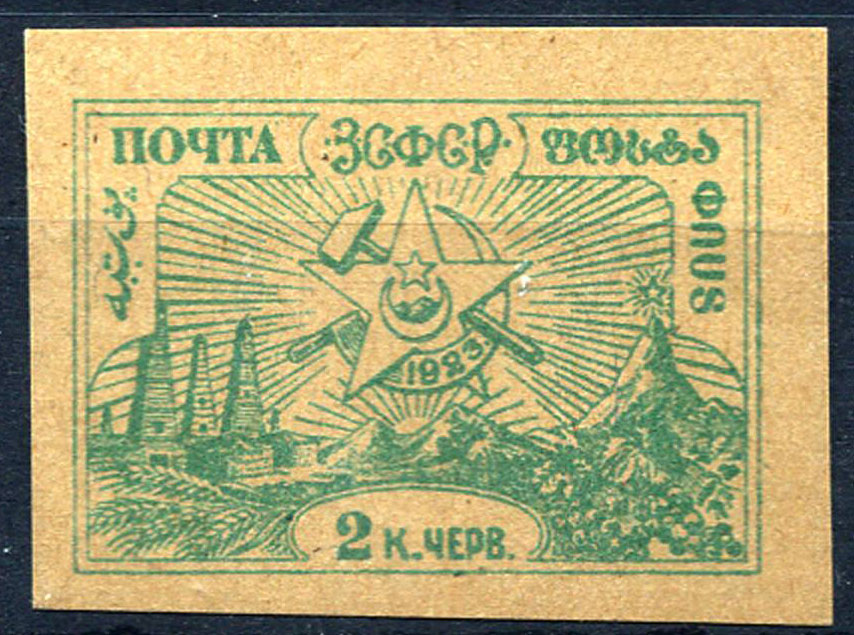
ЗСФСР 19A 2 к. черв. Светло-зелёная
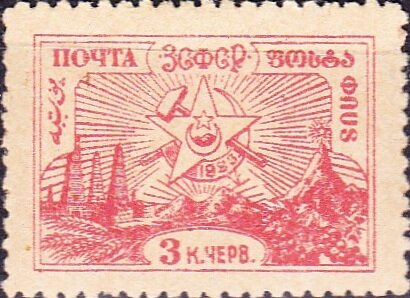
ЗСФСР 20 3 к. черв. Розовая
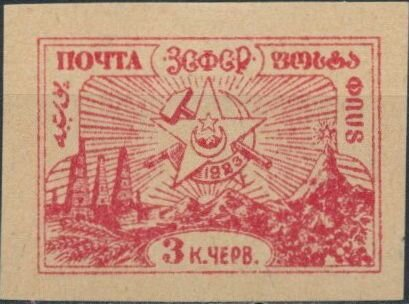
ЗСФСР 20A 3 к. черв. Розовая
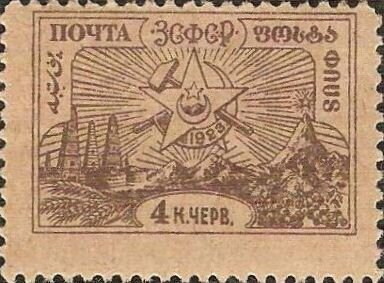
ЗСФСР 21 4 к. черв. Тёмно-коричневая
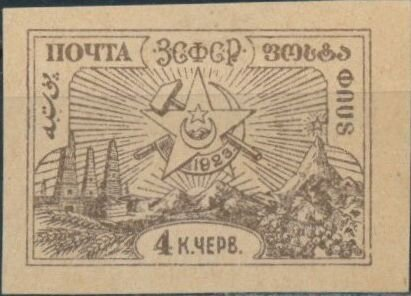
ЗСФСР 21A 4 к. черв. Тёмно-коричневая
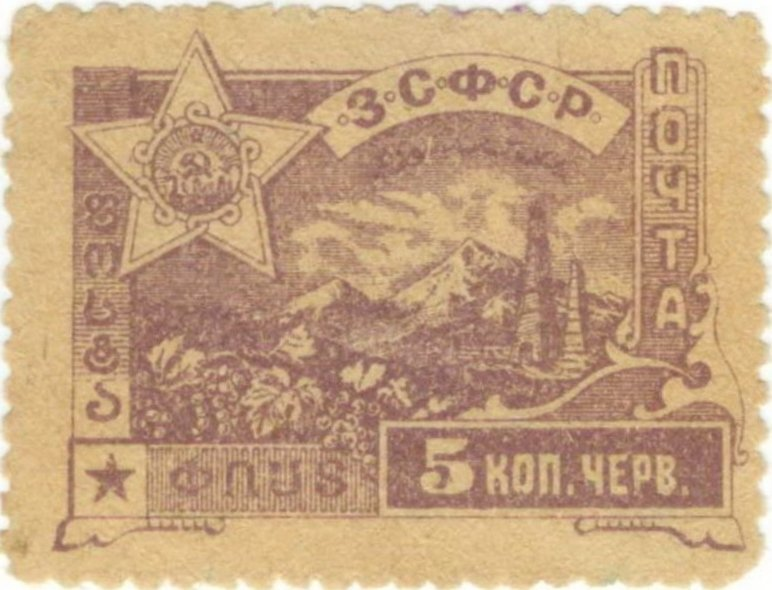
ЗСФСР 22 5 коп. черв. Фиолетовая
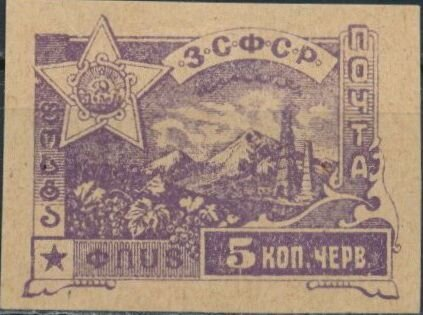
ЗСФСР 22A 5 коп. черв. Фиолетовая
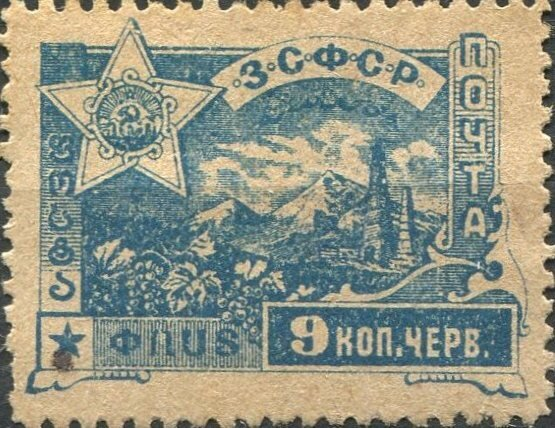
ЗСФСР 23 9 к. черв. Тёмно-синяя
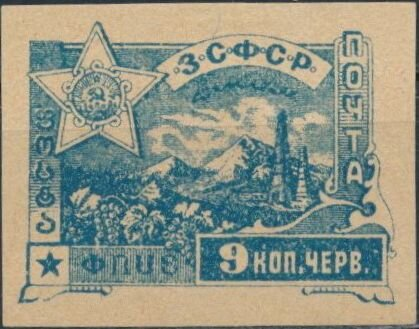
ЗСФСР 23A 9 к. черв. Тёмно-синяя
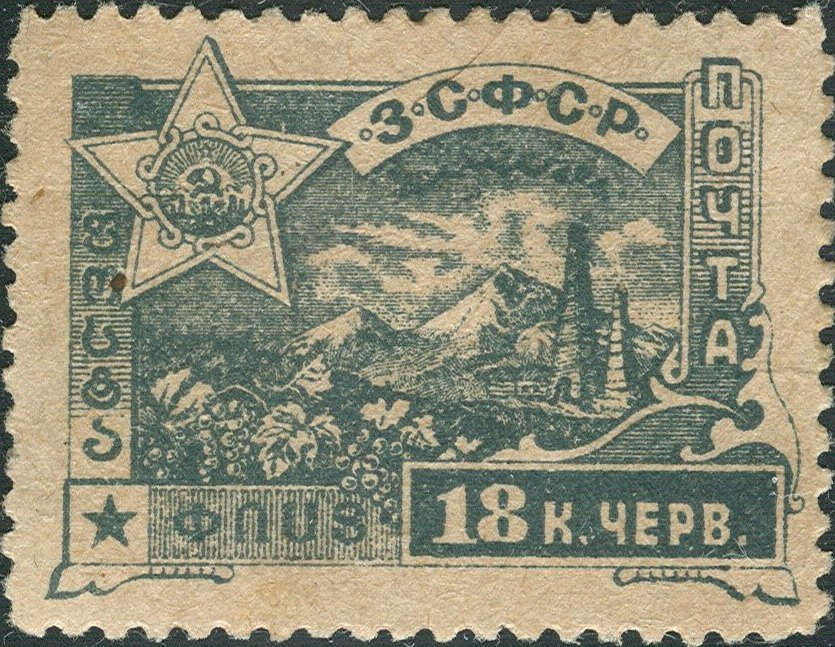
ЗСФСР 24 18 к. черв. Сине-зелёная
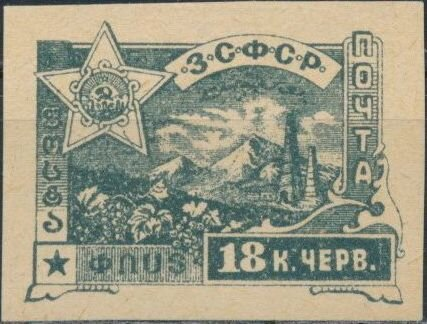
ЗСФСР 24A 18 к. черв. Сине-зелёная